# Bouillissor

Bouillissor est une île de la mangrove de Casamance (Sénégal) désertifiée par le sel. Bouillissor, signifie « où l'on se disperse ».
C'est aussi le nom du projet qui s'attache à la faire reverdir pour devenir une réserve de biodiversité visitable  au moyen d'une sensibilisation des riverains à l'écologie,seule garantie de la durabilité des actions menées. Ce projet apportera un axe de développement d'un tourisme vert pour la région, dans le respect des traditions et de l'environnement. 

## Histoire
Autrefois très convoitée (par les paysans alentour pour la culture du riz, par les chasseurs pour son abondant gibier ainsi que par les pêcheurs qui trouvaient dans le bolong poissons et crevettes à profusion), elle a été peu à peu délaissée durant ces dernières décennies car le sel a rendu les rizières stériles et la surexploitation a trop appauvri les ressources.
Dernièrement, cette île fut exploitée pour sa paille qui servait à couvrir les toits des cases traditionnelles. Elle a subi des feux pour l'entretien de ces étendues qui ne firent qu'accentuer le phénomène de désertification.
Mais le projet de sa transformation en réserve naturelle et en Centre de recherche et d'application a trouvé un accueil favorable auprès des sages du village de Badiana dont cette île dépend et, bel exemple de gestion foncière, cette terre a été donnée par ses propriétaires, en commun accord avec le conseil des anciens du village, pour qu'il puisse s'y développer.
Détails du projet: Voir la plaquette d'information listée dans les sources.
Actualités: ce projet est temporairement à l'arrêt, mais l'interdiction des feux est respectée sur l'île qui commence à reverdir.

## Sources
Plaquette de présentation du projet au format PDF https://drive.google.com/file/d/0B8MqphY67HgldHdPSDJYbzRsOVE/view?usp=sharing&resourcekey=0-iASSvQFvIe2KFYw42q0tVQ
Adolimi, Bouillissor [lire en ligne]